# Bandamanna saga
De Bandamanna saga is een saga, die zich tijdens de 11e eeuw in Miðfjörður (Noord-IJsland) afspeelt.
Het is een satire op de mentaliteit van de heersende klasse die zich niet onledig houdt met heroïsche acties en daden van heldenmoed zoals in de meeste saga's maar wel met het manipuleren van de rechtspraak. Machtsmisbruik is dan ook schering en inslag.
Door hun zelfzucht hebben de hoofdmannen het verheven ideaal van rechtvaardigheid doen ontaarden. Ze zullen door de listen van Ófeig Skíðason hun verdiende loon krijgen. Ófeig Skíðason is alleen in naam de vader van de 'held' van de saga, de selfmade, ambitieuze maar nogal naïeve ondernemer Odd.
De saga is ook tegelijkertijd een satire op de traditionele technieken van de saga. Opvallend is overigens de scherpe ironie en humor waarin het verhaal baadt. W. P. Kerr omschreef de saga in zijn Epic and Romance, 1896, als the first reasonable and modern comedy in the history of Modern Europe.

## Inhoud
Odd Ófeigson die succesvol genoeg is om als hoofdman grond en macht te verwerven, mist duidelijk juridische kennis, sluwheid en talent om deze ook te verdedigen. Zonder zijn vader te raadplegen vertrouwt hij zijn domeinen toe aan een andere streber, Ơspak Glúmson, die een schoonschijnende maar weinig scrupuleuze bedrieger schijnt te zijn.
Acht hebzuchtige hoofdmannen, allen bekende IJslandse historische figuren uit de 11e eeuw, spannen samen om hun rijkdom en macht te gebruiken om de nieuwe rijke die Odd is, door formele beschuldigingen te ruïneren. Ze gaan samenzweren met als enig doel hun zakken te vullen ten nadele van Odd. Ze gebruiken hierbij weliswaar geen illegale maar toch moreel onaanvaardbare middelen. Het is op dat ogenblik dat Odds oude vader Ófeig, verarmd en van zijn zoon vervreemd, op het toneel verschijnt en de leiding neemt om de belangen van zijn zoon te verdedigen.
Ófeig is de echte held van de saga. Hij is een briljante geest die het menselijke karakter met zijn zwakheden doorgrondt. Hij verrast de vijanden van zijn zoon door onenigheid onder hen te zaaien. Door zijn scherpzinnigheid en een beetje omkoperij weet hij hun oneerlijkheid, boosaardigheid, huichelarij, hebzucht, lafheid en afgunst uit te buiten. Zijn eloquentie en gevatheid, gecombineerd met zijn zin voor theatrale effecten, culmineren in een genadeloos uiteenscheuren van de samenzweerders.
In tegenstelling tot vele andere saga's kent de Bandamanna saga een gelukkige afloop: vader en zoon overwinnen en verzoenen zich, Odd wordt een gelukkige echtgenoot en de slechteriken van dienst ontgaan hun pijnlijk lot niet.

## Historische context
Vermoedelijk werd de saga kort na 1262, het jaar waarin IJsland zijn onafhankelijkheid aan Noorwegen verloor, geschreven. In de dertiende eeuw hadden ambitieuze en zelfzuchtige hoofdmannen het land in een sfeer van anarchie en burgeroorlog gestort. De burgerlijke maatschappijstructuur was in de verwarring van het Sturlung tijdperk uiteengevallen. De auteur van de Bandamanna Saga wijst op de fouten van de vroegere maatschappij door sommige van de voormannen uit de 10e eeuw aan de kaak te stellen. Maar het is duidelijk dat hij de hoofdmannen van het establishment van de Sturlung periode viseerde. Hun onderlinge gevechten om de macht hadden de landbouwmaatschappij verarmd en de idealen vernietigd die de stichters van de IJslandse republiek hadden bezield.

## Nederlandse vertalingen
- De saga van de Bondgenoten, in Zes novellen uit het oude IJsland, vert. Jan de Vries, 1943.